# Brachiosaurider
Brachiosaurider ("armödlor") är en familj av dinosaurier inom ordningen sauropoder. Bland medlemmarna återfinns några av de största landdjur vetenskapen känner till som Brachiosaurus, Sauroposeidon och Giraffatitan. 
Familjen innehöll ett stort antal släkten. Här följer de viktigaste.
- Astrodon
- Atlasaurus
- Pelerosaurus
- Brachiosaurus
- Giraffatitan
- Bothriospondylus
- Dinodocus
- Sauroposeidon
- Daanosaurus
- Volkomeria
- Cetiosaurus

Anm: Ultrasaurus som hittades 1979 sades då vara den största dinosaurie som någonsin hittats, kanske större än till och med blåvalen Som brachiosaurid var den närbesläktad med Brachiosaurus med flera. Numer anser de flesta att benen man hittade kom från två olika sauropoder, nämligen Brachiosaurus och Supersaurus - den sistnämnda tillhörde familjen diplodocider.

## Om brachiosaurider
Brachiosauriderna var som alla andra sauropoder fyrbenta växtätare och som andra sauropoder var djurens halsar mycket långa, medan svansen var kortare än hos diplodociderna. Till skillnad från diplodociderna kunde troligen brachiosauriderna inte resa sig på bakbenen.
Brachiosauriderna utvecklades troligen från lite mindre sauropoder som cetiosauriderna. med början i mitten av jura (minst 165 miljoner år sedan) och 10-15 miljoner år senare var de bland de vanligaste sauropoderna. De spred sig till alla kontinenter. Tidigare antog man att de dog ut i mitten kritaperioden (100 miljoner år sedan) men enligt engelska Wikipedia det är det sannolikt att de dog ut betydligt senare - 71-75 miljoner år sedan. Det vetenskapliga namnen brachiosaurider kan tolkas som armödlor; vilket de har fått på grund av kroppskonstruktionen. Till skillnad från andra sauropoder var frambenen längre än bakbenen. Skuldrorna var därmed högre än bäckenpartierna, varvid djuren påminde om jättelika giraffer. Därmed nådde de också automatiskt högt upp i träden för att beta.
De största medlemmarna i denna familj kunde förmodligen bli över 30 meter långa och väga lika mycket som 13-14 afrikanska elefanter, kanske ännu mer. Länge var Brachiosaurus den största kända dinosaurien, men den har nu passerats av sina släktingar Sauroposeidon och Giraffatitan några diplodocider (åtminstone i fråga om längd) och ett antal titanosaurider som definitivt var både längre och tyngre. Även om uppgifterna inte är riktigt säkra var kanske Giriffatitan den största brachiosauriden av alla. 
För länge sedan trodde man att dessa varelser var vattenlevande då man inte trodde att så stora djur skulle kunnat flytta sig på land. Som bevis framfördes framförallt att Brachiosaurus näsborre var placerad högt uppe på djurets skalle. På så sätt skulle dinosaurien kunnat vara nästan helt täckt av vatten men ändå kunna andas. Denna teori är idag helt omvärderad. Forskarna är idag helt säkra på att brachiosauriderna liksom alla andra sauropoder levde på land. Undersökningar har visat att vattentrycket skulle krossat lungorna på Brachiosaurus och de andra jättarna om de var nästan helt täckta av vatten. Dessutom fanns det håligheter i skallen som reducerade vikten.
Fossila fotspår visar att brachiosauriderna liksom andra sauropoder var flockdjur och att ungarna gick i mitten för att få maximalt skydd från rovdinosaurier. Fossilen visar också att de trivdes bäst i låglänta regioner nära stora floder eller sjöar där det fanns ett överflöd av vegetation. Djuren lade även ägg som andra dinosaurier.
Se även:
- De största dinosaurierna